# Nordafrika
Nordafrika är den norra delen av Afrika, i söder begränsat av Saharaöknen. I FN:s definition av regionen Nordafrika ingår Algeriet, Egypten, Libyen, Marocko, Sudan, Tunisien och Västsahara. Det är också en definition som används av flera andra organisationer, ibland med tillägg av Mauretanien. I geografisk mening räknas ibland även de sahariska länderna Mali, Niger och Tchad till Nordafrika; även de portugisiska och spanska besittningarna/landsdelarna Melilla, Ceuta, Madeira och Kanarieöarna ligger rent geografiskt inom samma region. Maghreb är det allmänna arabiska namnet på norra Afrika med undantag av Egypten.

## Länder i Nordafrika

### Egna länder
- Algeriet
- Egypten
- Libyen
- Marocko
- Sudan
- Tunisien
- Västsahara (ockuperat av Marocko, som anser sig ha inkorporerat hela området. Detta erkänns dock inte av andra stater. Enligt FN är Västsahara ett icke självstyrande område som ska avkoloniseras.)

### Delar av andra länder
- Ceuta (spansk koloni/exklav)
- Melilla (spansk koloni/exklav)
- Kanarieöarna (spansk ögrupp och region)
- Madeira (portugisisk ö och region)

### Räknas ibland med
- Mauretanien

## Historia

Länder i Nordafrika i geografisk mening. De länder som oftast hänförs till Nordafrika i politisk mening är mörkgröna.

### Förhistoria
Neolitiska klippmålningar i Libyen vittnar om en jägar-samlar-kultur i de torra gräslanden i Nordafrika under istiden. I området för dagens Sahara uppstod ett av de första jordbrukande samhällena. I och med att öknen spred sig trängdes dessa samhällsbildningar ihop i nildalen och kom att utgöra grunden för vad som kom att bli det forntida Egypten. Norra Afrikas historia brukar behandlas separat från Afrika söder om Sahara eftersom öknen gjort att dessa områden utvecklats isolerat från varandra. Nordafrika har dock haft kontakt med centrala och södra Afrika via handelsvägar genom Sahara och genom de inte sällan fredliga kontakterna mellan Egypten och Nubien.

### Antiken
Nordafrikas skrivna historia härstammar i första hand från Europa och Asien som främst hade kontakt med kustområdena intill Medelhavet och Röda havet. 
I dessa områden har Etiopien varit den enda stat som lyckats bevara sin självständighet genom hela historien (med undantag för en kortare period under andra världskriget). 
Nordafrikas kustområden mot Medelhavet koloniserades först av fenicierna omkring 1000 f.Kr., och Karthago, som de grundade 800 f.Kr., växte snabbt till Medelhavets starkaste maktcentrum. 
Genom att underkuva berberna som utgjorde den större delen av befolkningen i Nordafrika kom fenicierna att behärska hela den afrikanska kusten väster om Stora Syrten, och genom denna ohotade kontroll över handeln i Medelhavet lades grunden till deras enorma välstånd.
Grekerna lyckades, å sin sida, att etablera sig i Egypten och dagens Libyen där de grundade staden Kyrene omkring 631 f.Kr., men denna och andra kuststäder isolerades fullständigt av öknen och påverkade aldrig övriga Afrika. 
Under den hellenistiska perioden, efter att Alexander den store grundat Alexandria 332 f.Kr., försökte de ptolemeiska härskarna expandera söderut; ett företag genom vilket vi idag har fått kunskap om Etiopien.
Maktkampen i Medelhavet avbröts snabbt då Karthago föll för romarna 146 f.Kr. och dessa, under de följande seklet, inkorporerade såväl de grekiska kolonierna som Egypten och själva Grekland i sitt imperium. 
Under romarna blomstrade de nordafrikanska kustområdena men, trots att de lade Fezzan i Libyen under sig, betraktade de Sahara som en ogenomtränglig barriär, och kejsar Neros försök att vidga imperiet ner till Sudan och kartlägga Nilens källor slutade i fiasko. 
Antikens kunskap om den afrikanska kontinenten återfinns i Ptolemaios' skrifter. 
Han kände på något sätt till de stora sjöarna i östafrikanska riftsystemet och omnämner också Nigerfloden. 
För antiken förblev dock Afrika i princip liktydigt med Medelhavets kustområden.
Europa fick stor betydelse för Nordafrika först genom romarnas ständiga krig mot berberstammarna; introduktionen av kristendomen; vandalernas invasion omkring 400 e.Kr. och det bysantinska rikets maktövertagande. Under vikingatiden och medeltiden använde nordborna beteckningen Blåland (fornnordiska: Bláland) för Nordafrika. Det har troligen sin förklaring i deras uppfattning om invånarnas hudfärg – dessa kallades blåmän – då "blå" förr betydde "svart" eller "mörk".

### Islamisk expansion
Under 600-talet ändrades sakernas tillstånd dramatiskt då islam snabbt erövrade Nordafrika, från Egypten till atlantkusten, och fortsatte expansionen in i Spanien. Kristendomen i Nordafrika utplånades helt, sånär som på den koptiska kyrkan i Egypten och områden i Nubien och Etiopien.
Under de följande tre seklerna utgjorde araberna en liten styrande elit i det område de behärskade. Under 1000-talet skedde dock en omfattande arabisk emigration till Nordafrika vilket i princip gjorde att berberna absorberades i den arabiska världen. 
I praktiken hade dock berberna i stort sett anammat den arabiska kulturen och islamiska tron innan dess. Islam och den arabiska kulturen kom i och med det att bli en av de viktigaste faktorerna i de nordafrikanska länderna och började också sprida sig söder ut, in i Sahara och vidare in i Centralafrika och Östafrika. Fram till 1300-talet hade Europa och araberna i Nordafrika endast en vag föreställning om de arabiska, persiska och indiska städerna och kolonierna längs med den östafrikanska kusten.
De första arabiska erövrarna lydde under kaliferna i Bagdad, och Aghlabiddynastin styrde Nordafrika som kalifatets vasaller. Under 900-talet etablerade sig Fatimiddynastin i Egypten och styrde från Kairo, som grundats 968, över hela Nordafrika. De avlöstes av andra dynastier som almoraviderna och almohaderna innan turkarna erövrade Konstantinopel 1453 och Egypten 1517 varifrån de kunde ta kontroll över såväl Algeriet, Tunisien och Tripoli mellan 1519-1551. I Marocko hade berber under 1200-talet under mariniderna grundat en stat som bevarade sin självständighet mot turkarna.
Samtidigt som de tidiga arabiska och moriska dynastierna uppnådde en för samtiden svåröverträffad kulturell nivå gjorde de nyomvända muslimernas hängivelse och äventyrslusta att kontinentens började utforskas mer systematiskt. Kamelen hade tidigare introducerats i Afrika av persiska erövrare i Egypten och kunde nu användas för att korsa Sahara. På så vis kom Senegambia och delar av Niger tidigt i kontakt med araberna och berberna, men det kom att dröja ända till 1591 innan Timbuktu, grundat under 1000-talet, blev muslimskt. Staden nåddes av den berömde arabiske resenären Ibn Battuta 1352, och hans resor till Mombasa i nuvarande Kenya och Kilwa i dagens Tanzania ger oss den första kunskapen om statsbildningarna i Östafrika. Araberna kunde kolonisera den östafrikanska kusten via Indiska oceanen men i kontinentens inre stoppades expansionen söderut av de täta djungler, som nådde ungefär upp till den tionde nordliga breddgraden, på ungefär samma sätt som Sahara hade stoppat alla tidigare erövrare. Den sista stora arabiska erövringen i Afrika blev Nubien som förblev kristet till och med 1300-talet.
Under en tid hade den arabiska erövringen näst intill gjort Medelhavet till ett arabiskt innanhav, men under 1000-talet kom den normandiska utdrivningen av saracenerna från Sicilien och södra Italien följt av attackerna mot Tunisien och Tripoli att ändra maktbalansen. En livlig handel med de afrikanska kustområdena etablerades därefter av Venedig, Pisa, Genua och andra norditalienska städer.
Vid slutet av 1400-talet hade hela den spanska halvön återerövrats från morerna, men medan muslimska härskare fortfarande kontrollerade Granada hade främst Portugal blivit tillräckligt mäktigt för att kunna föra kriget över till Afrika. 
1415 intog portugiser Ceuta på den moriska kusten och från och med denna tid kom Portugal att regelbundet beblanda sig i marockanska angelägenheter och Spanien förvärvade hamnar i Algeriet och Tunisien.
Portugal led emellertid 1578 ett svårt nederlag vid slaget vid Ksar el-Kebir mot Abd el-Malek I, och vid det laget hade Spanien redan förlorat de flesta av sina afrikanska fästen. Denna marockanska seger följdes av inre strider vilket gjorde att spanjorerna och portugiserna vann inflytande över handeln på Medelhavet.
Kontakterna mellan Europa och de muslimska härskarna under perioden 1600-1900 utmärker sig i första hand för rena piraträder som bemöttes med ineffektiva motrepressalier. I Algeriet och Tunisien fanns under denna tid tusentals kristna slavar.

### Andra världskriget
Under andra världskriget utkämpades många strider i Nordafrika, särskilt i Egypten mellan britter, tyskar och italienare. Marocko och Algeriet blev landstigningsmål för allierade under slutet av andra världskriget. Man började avancera in mot Tunisien för att överraska tyskarna bakifrån. Tyskarna höll ju fortfarande på med ett krig i östra Nordafrika. I Casablanca, Marockos största stad, möttes Churchill, Roosevelt och De Gaulle för ett möte, se Casablancakonferensen.